# Peyritschia
Peyritschia, es un género de plantas herbáceas perteneciente a la familia de las poáceas. Es originario de México.

## Especies
- Peyritschia conferta
- Peyritschia deyeuxioides
- Peyritschia erythraea
- Peyritschia humilis
- Peyritschia koelerioides
- Peyritschia pringlei